# Xarxet andí
El xarxet andí (Anas andium) és un petit ànec que era considerat una subespècie d'Anas flavirostris. Habita zones humides de muntanya, per damunt dels 2600 m, als Andes de Colòmbia, nord-oest de Veneçuela i l'Equador, el que li val en diverses llengües el nom de xarxet dels Andes (Anglès: "Andean Teal". Francès: "Sarcelle des Andes").